# Severn (rijeka u Marylandu)
Severn (engleski: Severn River) je mala rijeka u američkoj saveznoj državi Maryland duga 23 km.

## Zemljopisne karakteristike
Rijeka Severn izvire u Okrugu Anne Arundel, a ima ušće u Zaljev Chesapeake kod grada Annapolisa.
Severn  ima slijev velik oko 210 km², koji se proteže kroz područje Anne Arundel u Marylandu. 